# Friuli Aquileia Chardonnay frizzante
Le Friuli Aquileia Chardonnay frizzante est un vin effervescent blanc italien de la région Frioul-Vénétie Julienne doté d'une appellation DOC depuis le 6 août 1988. Seuls ont droit à la DOC les vins blancs récoltés à l'intérieur de l'aire de production définie par le décret.

## Aire de production
Les vignobles autorisés se situent en province d'Udine dans les communes de Bagnaria Arsa, Cervignano del Friuli, Aquileia, Fiumicello, Villa Vicentina, Ruda, Campolongo Tapogliano, Aiello del Friuli, Visco et San Vito al Torre ainsi qu'en partie dans les communes de Santa Maria la Longa, Palmanova, Terzo d'Aquileia, Chiopris-Viscone, Trivignano Udinese et Gonars.
Voir aussi les articles Friuli Aquileia Chardonnay spumante et Friuli Aquileia Chardonnay.

## Caractéristiques organoleptiques
- couleur : blanc paille avec des reflets verdâtre
- odeur: caractéristique, légèrement parfumé,
- saveur: sec, fin, harmonique, velouté

Le Friuli Aquileia Chardonnay frizzante se déguste à une température de 6 à 8 °C et il se boit jeune.

## Production
Province, saison, volume en hectolitres :
- pas de données disponibles